# 충주 봉불사 석조약사여래입상
충주 봉불사 석조약사여래입상(忠州 奉佛寺 石造藥師如來立像)는 충청북도 충주시에 있는 조선시대의 불상이다. 2012년 10월 12일 충청북도의 문화재자료 제88호로 지정되었다.

## 개요
봉불사 석조약사여래입상은 머리 부분이 몸에 비해 큰 편으로 높은 육계가 있고, 나발의 표현이 희미하다. 얼굴은 거의 마멸되어 윤곽만 보이고 법의는 통견으로 가슴 앞이 U형으로 길게 벌어졌으며, 옷주름은 측면에서만 조금 확인된다. 수인은 오른손은 아래로 내리고 왼손은 배에 대어 약합(藥盒)을 들고 있어서 약사상의 특징을 보인다.
전체적으로 상의 파손과 마모가 심하며 또한 세부적인 표현도 거칠어서 민간에서 조성된 불상의 형태를 보인다. 조성시기도 구체적으로 판명하기 어려운 상이나 인근에 작은 석탑이 전하고, 또한 마을 입구에는 비교적 규모가 큰 석탑이 전하는 것으로 보아 인근에 사지가 조성되어 있었고 이곳에서 조성했던 불상으로 추정된다.

## 참고 자료
- 충주 봉불사 석조약사여래입상 - 국가유산청 국가유산포털